# Hong Kwang-ho
Hong Kwang-ho (hangul: 홍광호) (ur. 6 kwietnia 1982 w Seulu) – południowokoreański aktor i piosenkarz znany z licznych ról w musicalach. Na świecie znany jest głównie z roli Thuya w musicalu Miss Saigon z 2014 na West Endzie.

## Życie i kariera
Hong Kwang-ho urodził się w Seulu w 1982. Po raz pierwszy został wprowadzony do teatru muzycznego przez swoją siostrę, która chciała zostać aktorką, i mając to na uwadze wstąpił do Kaywon School of Art and Desing po niej. Później ukończył Chung-Ang University z licencjatem z aktorstwa. Zadebiutował na scenie w musicalu The Last Empress. Po podróży do Londynu na West End chciał zostać wiodącym aktorem, ale nie był w stanie dostać roli po powrocie ze służby wojskowej.
W 2006 roku pojawił się w koreańskiej produkcji Miss Saigon jako dubler Chrisa/Thuya. Z tym doświadczeniem rok później dostał główną rolę w musicalu Cheotsarang (First Love) jako Haesoo, obok Jo Jung-suk. W tym samym roku zagrał też w koreańskiej produkcji musicalu Sweeney Todd: Demoniczny golibroda z Fleet Street jako Tobias.
Znalazł się w centrum uwagi w 2009 roku z powodu odgrywania tytułowych ról w musicalu Jekyll & Hyde, jednym z najlepiej sprzedających się pokazów w  teatrze koreańskim. Był szczególnie znany jako najmłodszy aktor przedstawiający głównego bohatera. Po występie w Jekyll & Hyde, zagrał w nowym musicalu Bballae (Laundry) jako Solongo, mongolski imigrant.
W tym samym roku zagrał w musicalu Upiór w Operze jako Raoul de Chagny. Rok później został wybrany do odtwarzania tytułowej roli upiora, zostając tym samym jednym z najmłodszych aktorów na świecie grających tę rolę. W 2012 występował jako Jurij Żywago w koreańskiej produkcji musicalu Doktor Żywago. Potem grał główną rolę (Miguel de Cervantes/Don Kichot) w The Man of La Mancha, oraz rolę Bae Bijang w musicalu Saljjaki Opseoye (Sweet, Come to Me Stealthily). Rok później grał także w musicalu Notre-Dame de Paris jako Quasimodo.
W 2014, okazało się, że Cameron Mackintosh wybrał Hong Kwang-ho do odgrywania roli Thuya we wznowionym musicalu Miss Saigon na West End.  Podczas roku odgrywania tej roli w musicalu był chwalony przez krytyków i widzów, i otrzymał nagrodę WhatsOnStage dla najlepszego aktora drugoplanowego w musicalu. Po Miss Saigon i jego powrocie do Korei, ogłoszono, że zagra Lighta Yagami w musicalowej adaptacji Death Note obok Kim Junsu jako L Lawliet.

## Musicale
- 2002 – The Last Empress
- 2006 – Miss Saigon jako Chris/Tony
- 2007 – First Love jako Haesoo
- 2007 – Sweeney Todd jako Tobias
- 2008 – See What I Wanna See jako reporter
- 2009 – Jekyll & Hyde jako Jekyll/Hyde
- 2009 – Bballae jako Solongo
- 2009 – Upiór w Operze jako Raoul
- 2010 – Upiór w Operze jako Upiór
- 2011 – Jekyll & Hyde jako Jekyll/Hyde
- 2012 – Doktor Żywago jako Jurij Żywago
- 2012 – The Man of La Mancha jako Don Kichot
- 2013 – Sweet, Come to Me Stealthily jako Bae Bijang
- 2013 – Notre Dame de Paris jako Quasimodo
- 2014 – Miss Saigon (Londyn) jako Thuy
- 2015 – Death Note jako Yagami Light

## Filmy
- 2008 – Go Go 70 jako Joon-yeop, saksofonista The Devils

## Programy telewizyjne
- 2013 – Infinite Challenge (MBC)

## Koncerty
- 2011 – Music of the night – Jekyll & Phantom
- 2013 – Hongcert[9]
- 2013 – Last excitement
- 2015 – 2 Hongcert-Letter from London